# Путинцев, Фёдор Максимович
Фёдор Макси́мович Пути́нцев  (1899 — 1947) — советский религиовед, писатель и журналист, исследователь проблем эволюции религиозного сектантства в период строительства социалистического общества.
Член РКП(б) с 1920 года. В 1921–1922 годы активно участвовал в антирелигиозной пропаганде. Член Центрального совета Союза воинствующих безбожников СССР с 1925 года. В 1928 году – участник дискуссии в Коммунистической академии в Москве по вопросам религии. Критик «мелкобуржуазного», народнического отношения к религиозным миноритарным группам (прежде всего, В. Д. Бонч-Бруевича и А. Т. Лукачевского). В 1932–1934 годы. редактировал газету «Безбожник». Был редактором журнала «Безбожник». Путинцев, в частности, участвовал в кампании против религиозных праздников. С 1933 по 1941 год Путинцев  был главным редактором журнала «Безбожник». Основным направлением его исследовательской работы была история, идеология, политическая роль религиозного сектантства. Он был исследователем проблем развития религии сектантства в период строительства социалистического общества. Путинцев  разработал пособие «Вопросник и указания по собранию сведений о сектах», на основе которого были проведены социологические исследования  в СССР, давшие более или менее целостную картину сектантской религиозности в конце 20-х — начале 30-х годов XX века. По этим и другим вопросам им написано много статей, ряд книг. Основные из них: «Происхождение религиозных праздников» (М., 1924 и 1925), «Политическая роль сектантства» (М., 1927 и 1929), «Духоборье» (М., 1927 и 1928), «Кабальное братство сектантов» (М., 1931), «Политическая роль и тактика сект» (М., 1935), «О свободе совести в СССР» (М., 1939).